# Plectropterus gambensis
El ganso espolonado (Plectropterus gambensis) es una especie de ave anseriforme de la familia Anatidae. Es un ganso grande, propio de África que pesa entre 4 y 6 kg.
Está relacionado con los miembros de la subfamilia Tadorninae, y muchas clasificaciones lo consideran dentro de ella, pero presenta varios rasgos anatómicos que para algunos son suficientes para encuadrarlo en una subfamilia propia (Plectropterinae).[cita requerida] Una característica destacable es la presencia de dos espolones aguzados y rectos en el borde anterior del ala con los que puede golpear y defenderse. Ocupa la interfase de ecosistemas terrestres y acuáticos a lo largo del África subsahariana.